# My Shining Hour: Larry McKenna Plays Harold Arlen
My Shining Hour: Larry McKenna Plays Harold Arlen ist ein Jazzalbum von Larry McKenna. Die wohl 1994 in Philadelphia entstandenen Aufnahmen erschienen 1997 auf Alanna Records.

## Hintergrund
Nach Jahrzehnten als Bigband-Musiker – so bei Woody Herman and the Swingin’ Herd und der Al Raymond Big Swing Jazz Band – nahm der Saxophonist Larry McKenna 1997 sein erstes Album unter eigenem Namen auf; in seiner Band spielten der Pianist Bill Shilling, der Bassist Dom Mancini und der Schlagzeuger Butch Reed. Für das Album wählte McKenna Material des Komponisten Harold Arlen; neben dem Titelstück „My Shining Hour“ spielte das Quartett Stücke, die Arlen mit Partnern wie Johnny Mercer, Ted Koehler, Truman Capote, Billy Rose und Yip Harburg geschrieben hatte wie „Over the Rainbow“, „I’ve Got the World on a String“, „Come Rain or Come Shine“, „Get Happy“, „A Sleepin’ Bee“ und „It’s Only a Paper Moon“.

## Titelliste
- Larry McKenna: My Shining Hour: Larry McKenna Plays Harold Arlen (Alanna Records ACD 5570)[1]

1. My Shining Hour (Harold Arlen / Johnny Mercer)
2. As Long as I Live (Harold Arlen / Ted Koehler)
3. Out of This World (Harold Arlen / Johnny Mercer)
4. Over the Rainbow (Harold Arlen / E.Y. „Yip“ Harburg)
5. I’ve Got the World on a String (Harold Arlen / Ted Koehler)
6. Come Rain or Come Shine (Harold Arlen / Johnny Mercer)
7. Let’s Fall in Love (Harold Arlen / Ted Koehler)
8. Get Happy (Harold Arlen / Ted Koehler)
9. A Sleepin’ Bee (Harold Arlen / Truman Capote)
10. It’s Only a Paper Moon (Harold Arlen / E.Y. „Yip“ Harburg / Billy Rose)

## Rezeption
Alex Henderson verlieh dem Album in Allmusic vier Sterne und schrieb, die Klasse des Albums deute darauf hin, dass McKenna besser schon 30 Jahre früher mit den Aufnahmen hätte beginnen sollen. Er würde die Art von inspiriertem, leidenschaftlichem Hard Bop bieten, die er schon so lange in den Clubs Philadelphias gespielt hatte. Der Saxophonist werde den Erwartungen eindeutig gerecht; „Over the Rainbow“ und „Come Rain or Come Shine“ veranschaulichten seine herausragenden Fähigkeiten als Balladenspieler, während „Let's Fall in Love“ eine seltene Bossa-Nova-Bearbeitungen erhalte. Nach dem Hören von My Shining Hour wünschte man sich, dass McKenna die verlorene Zeit nachholen und viel mehr Aufnahmen machen würde.